# 동해중학교 (경남)
동해중학교(東海中學校)는 대한민국 경상남도 고성군 동해면 양촌리에 있는 공립 중학교이다.

## 학교 연혁
- 1970년 12월 31일 : 고성동중학교 동해분교 인가
- 1971년 12월 27일 : 6학급 인가
- 1972년 3월 1일 : 동해중학교 승격
- 1972년 3월 22일 : 제1회 동해중학교 개교기념일 행사
- 1997년 2월 28일 : 학칙 변경(3학급)
- 2022년 9월 1일 : 제26대 하신석 교장 취임
- 2023년 2월 10일 : 제50회 졸업식(5명, 총졸업생수 2,988명)
- 2023년 3월 2일 : 2023학년도 입학생(6명 남 3명, 여 3명)

## 참고 자료
- 동해중학교 - 한국교육학술정보원 학교알리미